# Chinesische Hemlocktanne
Die Chinesische Hemlocktanne oder Taiwan-Hemlocktanne (Tsuga chinensis) ist ein Nadelbaum aus der Gattung der Hemlocktannen. Ihr natürliches Verbreitungsgebiet liegt in China und Taiwan.

## Beschreibung
Chinesische Hemlocktannen sind bis zu 50 Meter hohe Bäume mit Stämmen von bis zu 1,6 Metern Brusthöhendurchmesser. Die Borke ist dunkelgrau und längs aufgerissen und abblätternd, die Krone ist pyramidenförmig. Junge Zweige sind bräunlich gelb oder graugelb und werden im zweiten und dritten Jahr graugelb, grau bis bräunlich grau. Die Zweige sind eher schlank und behaart. Die Winterknospen sind sitzend und kurz gestielt und wachsen an der Basis der Zweige. Die Nadeln sind zweizeilig angeordnet, gerade und 12 bis 27 Millimeter lang und 2 bis 3 Millimeter breit. Sie sind ganzrandig und zeigen graugrüne Spaltöffnungsstreifen auf der Unterseite. Die Spitze kann stumpf bis gekerbt ausgebildet sein. Die Samenzapfen werden 1,5 bis 4,0 Zentimeter lang bei Durchmessern von 1,2 bis 2,5 Zentimetern. Sie sind jung hell grün und bei Reife blass graugelb bis blass braun. Sie sind eiförmig-rundlich, zylindrisch bis länglich verkehrt-eiförmig. Die Samenschuppen werden 0,9 bis 1,2 Zentimeter lang und 0,8 bis 1,1 Zentimeter breit, zusammengedrückt rundlich, rundlich viereckig bis rundlich fünfeckig mit gerundeter oder gestutzter Spitze. Sie sind in der Mitte des Zapfens dicht angeordnet. Die Deckschuppen sind keilförmig-rhombisch oder verkehrt-dreieckig. Die Samen werden mit dem schräg-eiförmigen Flügel 7 bis 9 Millimeter lang. Die Pollen werden im April freigesetzt, Die Zapfen reifen im Oktober.
Die Chromosomenzahl beträgt 2n = 24.

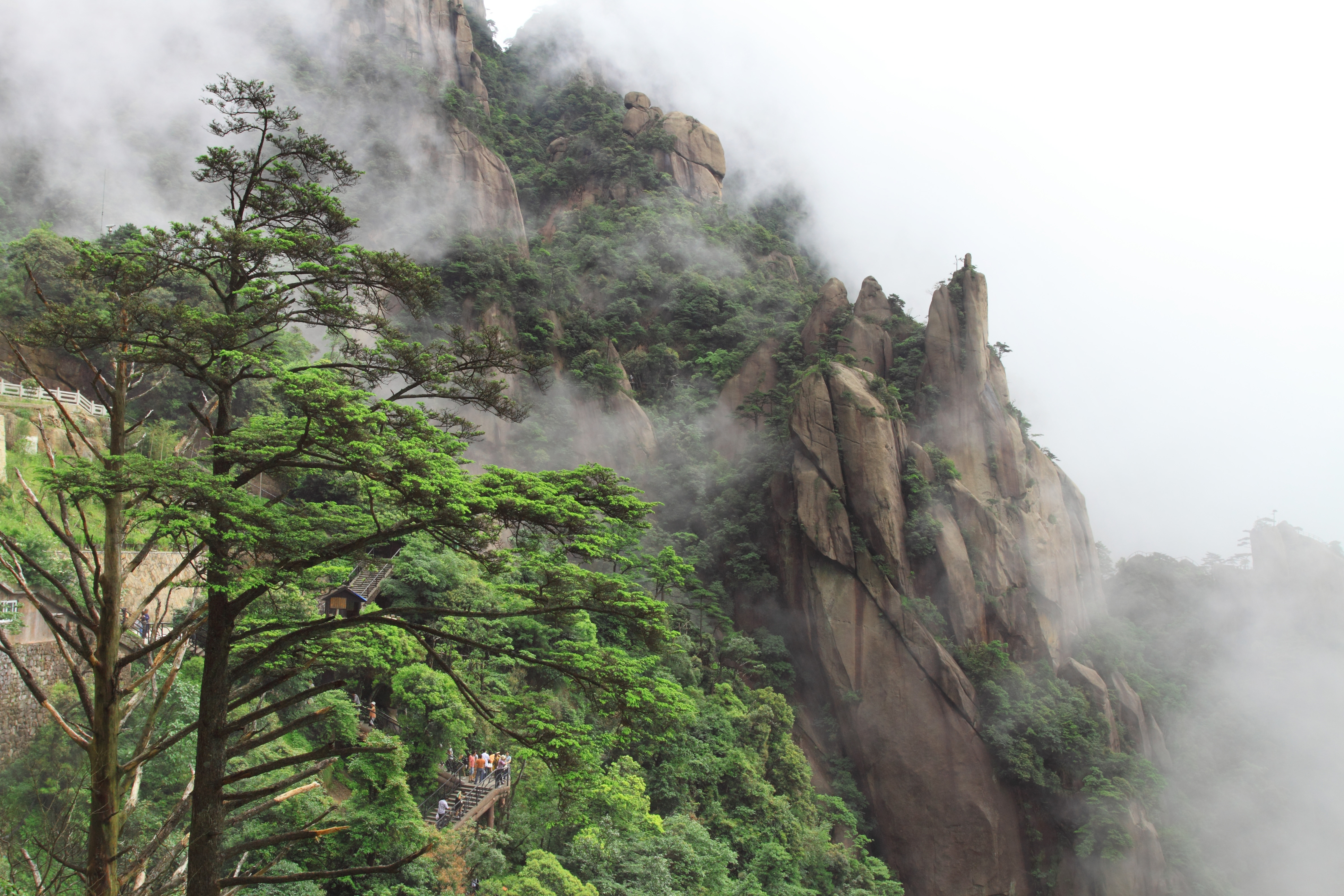
Chinesische Hemlocktanne (Tsuga chinensis) in Jiangxi

## Verbreitung und Ökologie
Das Verbreitungsgebiet der Art liegt in China und auf Taiwan. Dort findet man sie in 1000 bis 3500 Metern Höhe auf Bergen, in Mischwäldern, Tälern und an Flussläufen.
In der Roten Liste der IUCN wird die Chinesische Hemlocktanne als nicht gefährdet („Lower Risk/least concern“) geführt. Es wird jedoch darauf hingewiesen, dass eine neuerliche Überprüfung der Gefährdung notwendig ist.

## Systematik und Forschungsgeschichte
Die Chinesische Hemlocktanne (Tsuga chinensis) ist eine Art der Gattung der Hemlocktannen (Tsuga). Dort wird sie der Untergattung Tsuga zugeordnet. Von unterschiedlichen Autoren werden verschiedene Varietäten der Art zugerechnet. Aljos Farjon sieht Tsuga chinensis var. formosana als identisch mit dem Typus und erkennt zwei weitere Varietäten an: Tsuga chinensis var. oblongisquamata W.C.Cheng & L.K.Fu und Tsuga chinensis var. robusta W.C.Cheng & L.K.Fu. Zheng-yi  Wu und Peter H. Raven sehen in der Flora of China Tsuga oblongisquamata (W.C.Cheng & L.K.Fu) L.K.Fu & Nan Li als eigene Art und unterscheiden folgende Varietäten:
- Tsuga chinensis var. chinensis
- Tsuga chinensis var. formosana (Hayata) H.L. Li & H. Keng
- Tsuga chinensis var. patens (Downie) L.K.Fu & Nan Li
- Tsuga chinensis var. forrestii (Downie) Silba. Sie wird nach WCSP als eigene Art angesehen: Tsuga forrestii Downie.[8]
- Tsuga chinensis var. robusta W.C.Cheng & L.K.Fu

## Verwendung
Das Holz wird als Konstruktionsholz, für Möbel und im Bergbau verwendet. Aus der Rinde können Tannine gewonnen werden, aus dem Stamm Harze und aus den Wurzeln, dem Stamm und den Ästen aromatische Öle.